# Липсинк

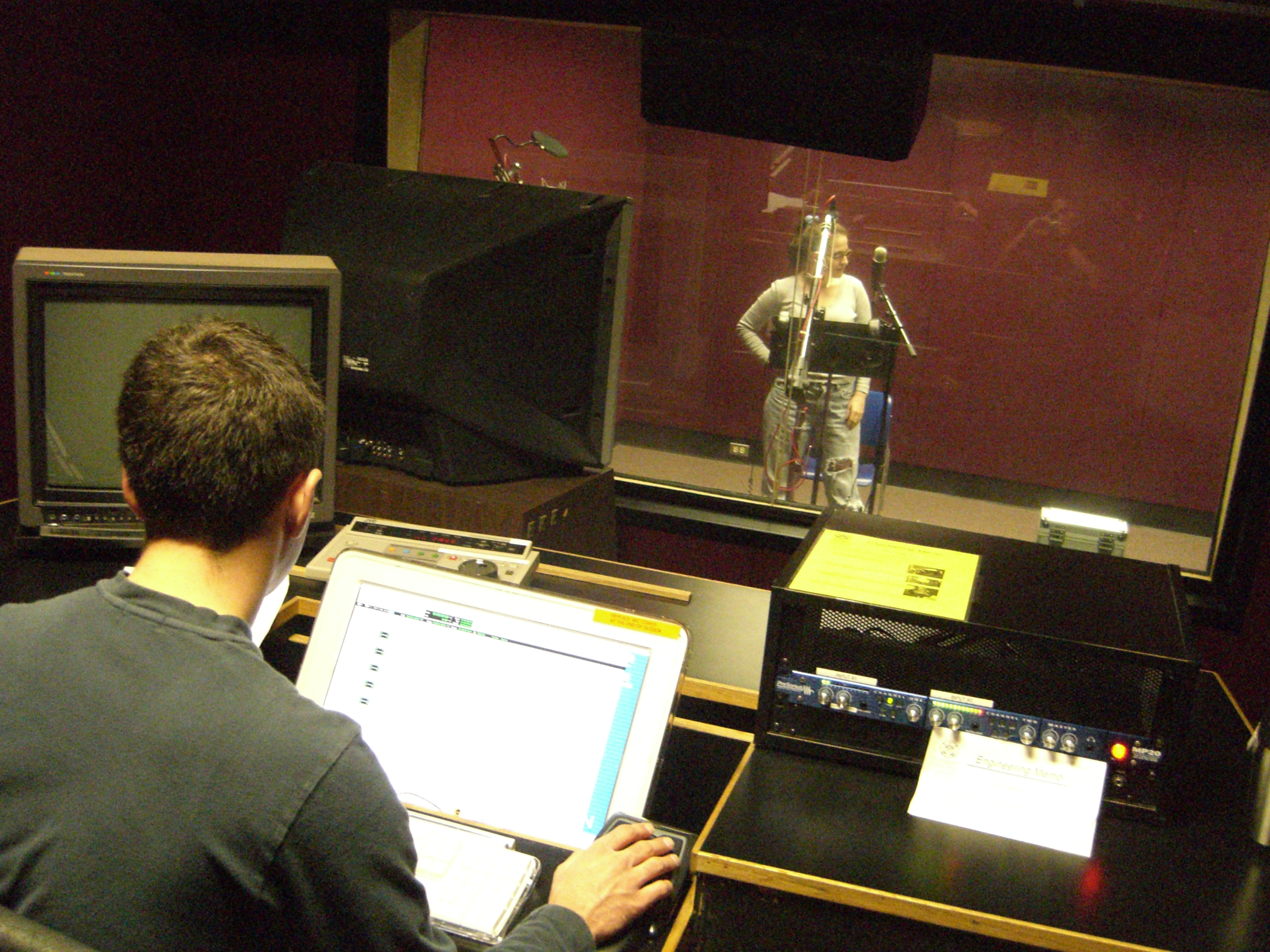
Звукорежиссёр (на переднем плане) записывает голос актёра (у микрофона) для анимационного видео. Синхронизация этой записи с анимацией создаст впечатление, что говорит анимированный персонаж.

Липсинк (англ. lip sync от lip — «губа», также встречается ошибочный вариант липсинг) — синхронизация движения губ и звукового ряда (например, при дубляже иностранного фильма или пении под фонограмму). Термин может относиться к любому из множества различных методов и процессов в контексте живых выступлений и аудиовизуальных записей. В интернете липсинк как отдельный жанр приобрёл популярность авторов в соцсети TikTok; так стали называть видео, где авторы имитируют речь или пение, пытаясь «попасть» в готовую звуковую дорожку.
В кинопроизводстве липсинк часто является частью этапа постпроизводства. Дубляж фильмов на иностранных языках и озвучивание анимированных персонажей требуют сложной синхронизации губ. Во многих видеоиграх широко используются звуковые файлы с липсинком для создания захватывающей среды, в которой экранные персонажи кажутся говорящими. В музыкальной индустрии синхронизация губ используется певцами в музыкальных клипах, на телевидении и в кино, а также на некоторых видах живых выступлений. Синхронизация губ певцов может вызывать недоверие у фанатов, посещающих концертные выступления, которые ожидают увидеть живое исполнение.

## История
История липсинка происходит в 30-х годах XX века. Тогда этот приём использовался в мюзиклах при одновременном исполнении танца и песни. Позже его стали применять в озвучивании иностранных фильмов — звуковая дорожка с озвучкой на нужном языке накладывалась поверх оригинального материала. С развитием телевидения в 50-х годах практика музыкального дублирования перенеслась и туда. Популярность набирали телевизионные программы, куда приглашали известных исполнителей, которые выступали под фонограмму.
Впервые липсинк-битвы появились в американском шоу «Сегодня вечером с Джимми Фэллоном», а в апреле 2015 года, ввиду невероятной популярности формата, был запущен самостоятельный телепроект с одноимённым названием, полностью посвящённый битве в несколько раундов между звёздами.

## Применение

### В музыке
Синхронизация губ считается разновидностью мимики. Она может использоваться для создания впечатления, что актёры обладают значительными певческими способностями, для имитации вокального эффекта, который может быть достигнут только в студии звукозаписи для улучшения исполнения во время хореографических танцевальных номеров, включающих вокал; для полного искажения вокала или для скрытия недостатков живого исполнения. Также часто используется в драг-шоу. Иногда телепродюсеры заставляют исполнителей синхронизировать губы, чтобы сократить время выступления знаменитостей, так как это требует меньше времени на репетиции и значительно упрощает процесс сведения звука, или чтобы исключить риск вокальных ошибок. Некоторые артисты синхронизируют вокал, потому что не уверены в себе и не хотят петь не в такт.
В большинстве эстрадных шоу 1960-х годов вокал и инструментальные партии синхронизировались с заранее записанной музыкой. После появления MTV в 1980-х годах многие артисты в своих концертных выступлениях стали делать упор на визуальные эффекты, а не на пение. Артисты часто синхронизируют губы во время напряжённых танцевальных номеров как в живых, так и в записанных выступлениях.

### В фильмах
В кинопроизводстве синхронизация губ часто является частью этапа постпроизводства. Большинство современных фильмов содержат сцены, в которых диалог был записан заново; синхронизация губ используется при озвучивании анимированных персонажей, а также необходима при дублировании фильмов на другие языки.

### В видеоиграх
В ранних видеоиграх не использовались голосовые звуки из-за технических ограничений. В 1970-х и начале 1980-х годов в большинстве видеоигр использовались простые электронные звуки, такие как «бипы» и симулированные звуки взрывов. Однако по мере совершенствования игр в 1990-х и 2000-х годах синхронизация губ и голосовое сопровождение стали основным элементом многих игр. В 2020-х годах лицевая анимация, предоставляемая такими компаниями, как FaceFX, позволяет синхронизироваться более эффективно.

## В популярной культуре
В 2017 году на Первом канале выходила русская версия американского проекта «Липсинк батл» под названием «Короли фанеры». В шоу звёзды российской эстрады выступали под фонограмму своих коллег. В проекте участвовали Александр Ревва, Леонид Ярмольник, Николай Фоменко и Елена Борщёва.